# الغرفة المنيرة
الغرفة المنيرة هو إحدى مشروعات شركة ميكروسوفت التي تقوى شاشة التلفاز عن طريق عرض الصورة بواسطة جهاز عرض الفيديو (البروجكتور) على الحائط خلف التلفاز و مستشعر كينكت حيث يقوم المستشعر بالتقاط ابعاد والوان الغرفة المحيطة بالتلفاز ويقوم جهاز عرض الفيديو (البروجكتور) بعرض الصورة حول التلفاز الذي يتوافق مع مصدر الفيديو على التلفاز, مثل عرض لعبة فيديو أو فيلم .

## التاريخ
تم الإعلان عن مشروع الغرفة المنيرة لأول مرة في عام 2013 في معرض الإلكترونيات الاستهلاكية, قامت شركة ميكروسوفت وسامسونج بتقديم عرض فيديو للنظام. وفي مؤتمر العوامل البشرية في نظام الحوسبة 2013 قدمت ميكروسوفت تفاصيل أكثر عن المشروع تحتوى ورقة بحثية مكتوبة من باحث في جامعة إلينوي في أوربانا شامبين.